# Stéphanie Szostak
Stéphanie Szostak (sinh ngày 12/6/1975) là nữ diễn viên người Pháp. Cô bắt đầu sự nghiệp từ đầu những năm 2000 với các phim như: The Devil Wears Prada, Dinner for Schmucks, Iron Man 3, và R.I.P.D.. 